# بتروسلام (شركة)

شركة بتروسلام هي شركة مصرية تعمل في مجال استكشاف وتطوير وإنتاج النفط والغاز، ويقع مقرها الرئيسي في مدينة نصر بالقاهرة. تأسست الشركة بهدف تطوير امتياز حقل شمال غرب أكتوبر البحري (NWO) الواقع في خليج السويس، بالتعاون مع الهيئة المصرية العامة للبترول (EGPC) والشركة العامة للبترول (GPC).

## الموقع الجغرافي وامتياز شمال غرب أكتوبر
يقع امتياز شمال غرب أكتوبر على بُعد حوالي 60 كيلومترًا شمال مدينة رأس غارب، و15 كيلومترًا شرق منطقة عز العربان، في خليج السويس. تحيط بالامتياز عدة حقول نفطية هامة، منها حقل تانكا إيست-3، وأكتوبر نورث J، وحقل إيسران.
تم منح هذا الامتياز في البداية إلى شركة النفط العربية المحدودة (AOC) عام 2004 من خلال المزايدة العالمية، وتم التصديق عليه بموجب القانون رقم 151 لسنة 2005. بلغت المساحة الأصلية للامتياز 185 كم²، وتم تقليصها لاحقًا إلى 27 كم² بعد تعديلات على منطقة التنمية في عام 2023.

## التسلسل الزمني للتطوير والإنتاج
- 2004: فوز شركة AOC بامتياز حقل شمال غرب أكتوبر.
- 2010: توقيع اتفاقية شراكة مع شركة PICO، وبدء الإنتاج الأولي بعد نجاح حفر البئرين NWO-1 وNWO-2.
- 2011: علّقت AOC عملياتها بسبب الظروف السياسية في مصر وبدأت إجراءات بيع حصتها.
- 2015: انسحاب شركة إنكويست البريطانية (EnQuest) التي استحوذت على الحصة لاحقًا.
- 2017: تم إسناد الامتياز إلى الشركة العامة للبترول (GPC) من خلال الهيئة العامة للبترول، بالتعاون مع شركة بتروسلام.
- 2020: الانتهاء من إنشاء منشآت الإنتاج البحرية وبدء التشغيل الكامل.

## البنية التحتية والمنشآت
تشمل منشآت شركة بتروسلام ما يلي:
- منصة بحرية تحتوي على ستة آبار:  (NWO-1، NWO-2، NWO-3، NWO-4، NWO-5، E-NWO-1X)
- خطّا أنابيب بحريان (قطر 5 بوصات وطول 23 كم) لنقل الخام إلى خزانات GPC في محطة شمال عامر.  الطاقة التقديرية للخطوط: 4500 برميل/يوم.
- جهاز حفر بحري من نوع ADM-88 مؤجر من شركة ADES، ويُستخدم في الحفر، الصيانة، السكن، وتوليد الطاقة.
- تم الانتهاء من إعادة معالجة البيانات السيزمية، وتقدير الاحتياطيات بـ 25 مليون برميل (2P reserves) للطبقة الإيوسين.

## الإنتاج
بلغ متوسط إنتاج الشركة اعتبارًا من 16 نوفمبر 2024 حوالي 3300 برميل نفط يوميًا، من خلال مزيج من آبار تطوير وآبار استكشافية ناجحة.

## الإدارة والمقر
- المقر الرئيسي: بلوك 9، المنطقة الصناعية، الحي السادس، مدينة نصر، القاهرة – مصر.
- عدد العاملين:
  - موظفون مباشرين: 52 موظف
  - موظفون غير مباشرين من شركة EPSCO: 28 موظف

- الطاقة في مصر